# ضربه مغزی (فیلم ۲۰۱۵)
ضربه مغزی (به انگلیسی: Concussion) فیلمی درام و ورزشی محصول سال ۲۰۱۵ است. به کارگردانی پیتر لندس مند.

## بازیگران
- ویل اسمیت
- آلبرت بروکس
- الک بالدوین
- گوگو امبتا-را
- پل رایزر
- لوک ویلسون
- دیوید مورس
- مایک اومالی
- آدواله آکینویه آگباجه
- آرلیس هاوارد
- بیتسی تالوک
- ریچارد تی جونز
- هیل هارپر
- ادی مارسن

## خلاصه داستان
داستان فیلم دربارهٔ مرگ و زوال عقلی بازیکنان ان‌اف‌ال لیگ ملی فوتبال (آمریکا) به خاطر ضربات پی در پی که به سر آن‌ها ایجاد می‌شود است و این سازمان تلاش‌هایی را برای مخفی نگه داشتن این عوارض انجام می‌دهد تا لیگ فوتبال آمریکایی زیر سؤال نرود …
ماجرای فیلم داستان واقعی دکتر بنت اومالو (ویل اسمیت)، نوروپاتولوژیست پزشکی قانونیِ متولد نیجریه است که بیماری مزمن CTE انسفالوپاتی، ناشی از ضربه مکرر به سر رو کشف میکنه و همونطور که مشخصه NFL اصلاً از این فیلم حمایت نکرده چرا که طرفداری از این ورزش رو از حاشیه امنیت خارج می‌کند.